# Orthogonioptilum
Orthogonioptilum är ett släkte av fjärilar. Orthogonioptilum ingår i familjen påfågelsspinnare.

## Bildgalleri

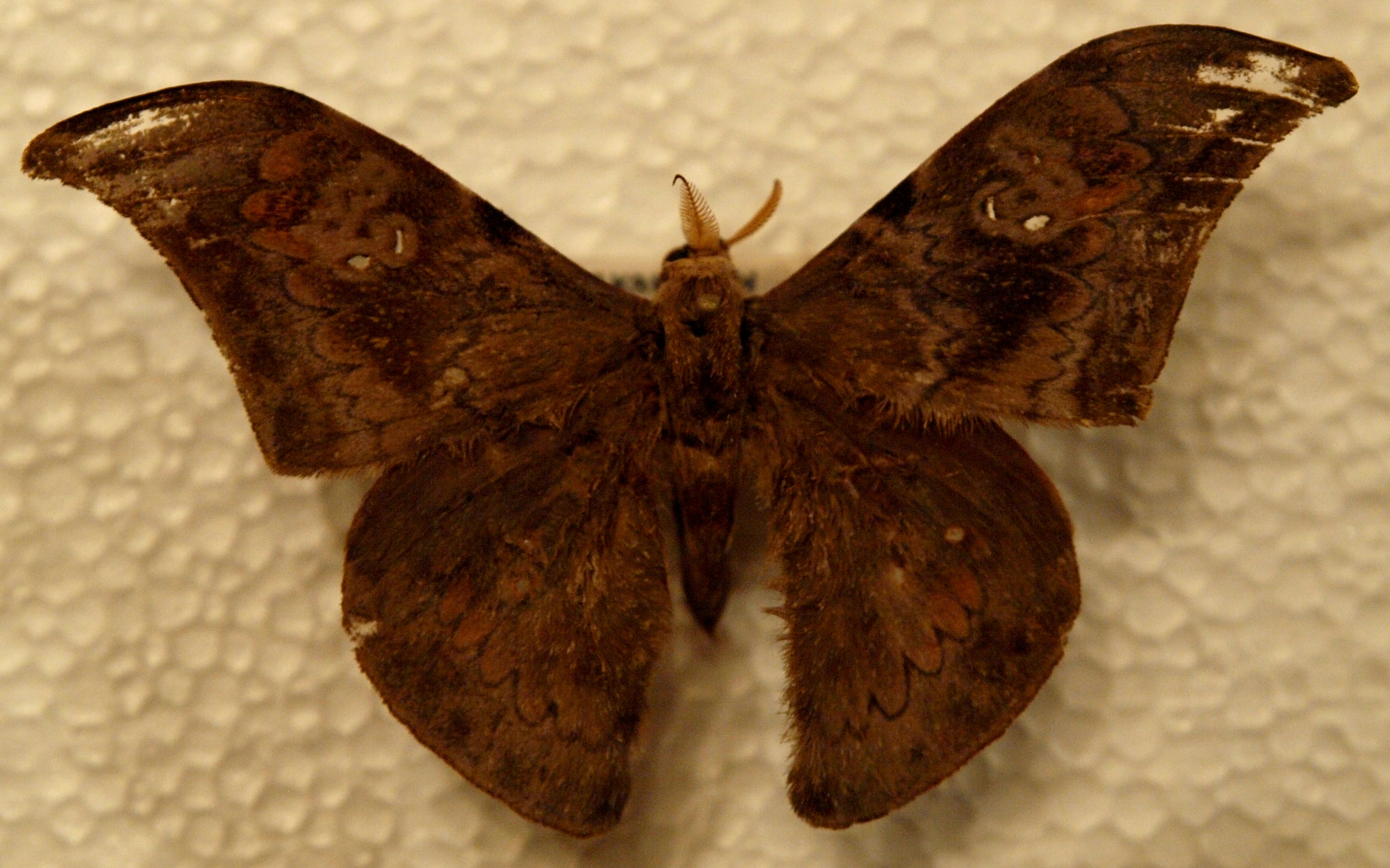

## Dottertaxa tillOrthogonioptilum, i alfabetisk ordning[1]
- Orthogonioptilum adiegetum
- Orthogonioptilum adustum
- Orthogonioptilum andreasum
- Orthogonioptilum arnoldi
- Orthogonioptilum bernardii
- Orthogonioptilum brunneum
- Orthogonioptilum chalix
- Orthogonioptilum conspectum
- Orthogonioptilum deletum
- Orthogonioptilum diabolicum
- Orthogonioptilum dollmani
- Orthogonioptilum exspectatum
- Orthogonioptilum falcatissimum
- Orthogonioptilum fontainei
- Orthogonioptilum garnieri
- Orthogonioptilum geniculipennis
- Orthogonioptilum ianthinum
- Orthogonioptilum incana
- Orthogonioptilum kahli
- Orthogonioptilum kasaiensis
- Orthogonioptilum kivuensis
- Orthogonioptilum luminosa
- Orthogonioptilum modestula
- Orthogonioptilum modestum
- Orthogonioptilum monochromum
- Orthogonioptilum nimbaense
- Orthogonioptilum ochraceum
- Orthogonioptilum olivescens
- Orthogonioptilum pancratia
- Orthogonioptilum piersoni
- Orthogonioptilum prox
- Orthogonioptilum rougeoti
- Orthogonioptilum septiguttata
- Orthogonioptilum servatia
- Orthogonioptilum solium
- Orthogonioptilum subueleense
- Orthogonioptilum tristis
- Orthogonioptilum ueleense
- Orthogonioptilum vestigiata
- Orthogonioptilum violascens
- Orthogonioptilum vitreatum